# Thiago Carvalho
Thiago Carvalho de Oliveira, meglio conosciuto come Thiago Carvalho (Rio Verde, 24 giugno 1988), è un allenatore di calcio ed ex calciatore brasiliano, di ruolo difensore.

## Palmarès

### Allenatore
- Campionato Potiguar: 1

América-RN: 2023